# Grab

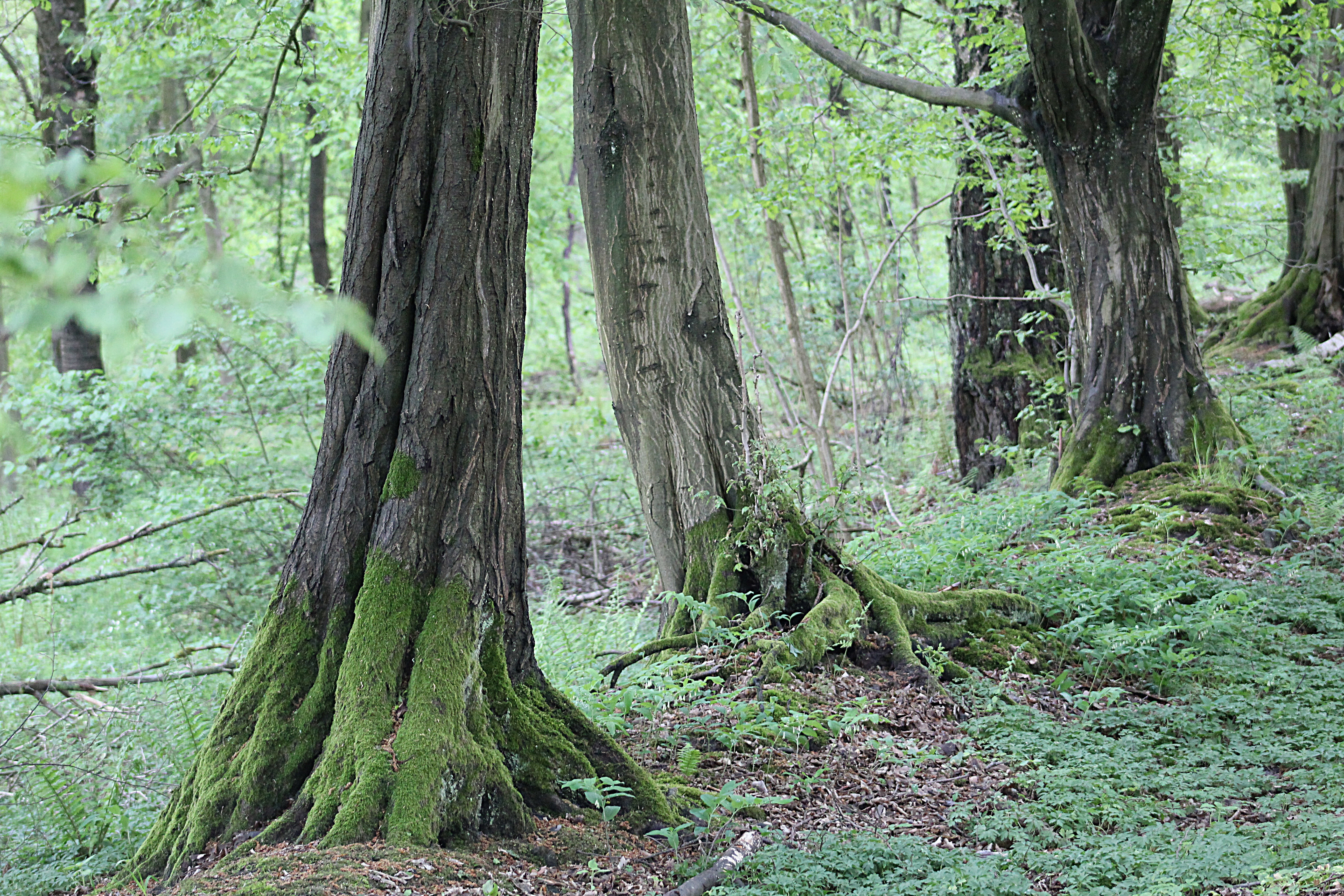
Pnie grabu pospolitego

Grab (Carpinus L.) – rodzaj drzew i krzewów klasyfikowany do rodziny brzozowatych (dawniej często do wyodrębnianej rodziny leszczynowatych). Obejmuje 41–42 gatunki. Rośliny te występują w lasach w strefie umiarkowanej na półkuli północnej, przede wszystkim we wschodniej Azji na obszarze od Himalajów po Japonię. W Chinach rosną 33 gatunki, z czego 27 to endemity. W Europie obecne są dwa gatunki – grab pospolity C. betulus i grab wschodni C. orientalis. W Ameryce Północnej rośnie grab amerykański C. caroliniana (wschodnia część kontynentu) i C. tropicalis (góry Ameryki Środkowej). W Polsce rośnie w naturze tylko grab pospolity C. betulus, a obce gatunki spotykane są tylko w kolekcjach.
Grab zwyczajny dostarcza bardzo twardego drewna, przez co jego wykorzystanie było z jednej strony specjalistyczne, z drugiej – ograniczone. Wykorzystywane było do wykonywania niewielkich przedmiotów drewnianych o dużej wytrzymałości – stosowano je do wyrobu narzędzi, kół zębatych, pieńków rzeźnickich, kręgli, pałek perkusyjnych, części mechanizmów młoteczkowych fortepianów (pianin), figur szachowych, kostek domina itp. Gatunek ten uprawiany jest jako ozdobny, zwłaszcza w strzyżonych żywopłotach oraz w odmianach, podobnie uprawiany jest grab amerykański i grab Turczaninowa. Grab amerykański wykorzystywany jest także jako roślina lecznicza.

## Morfologia

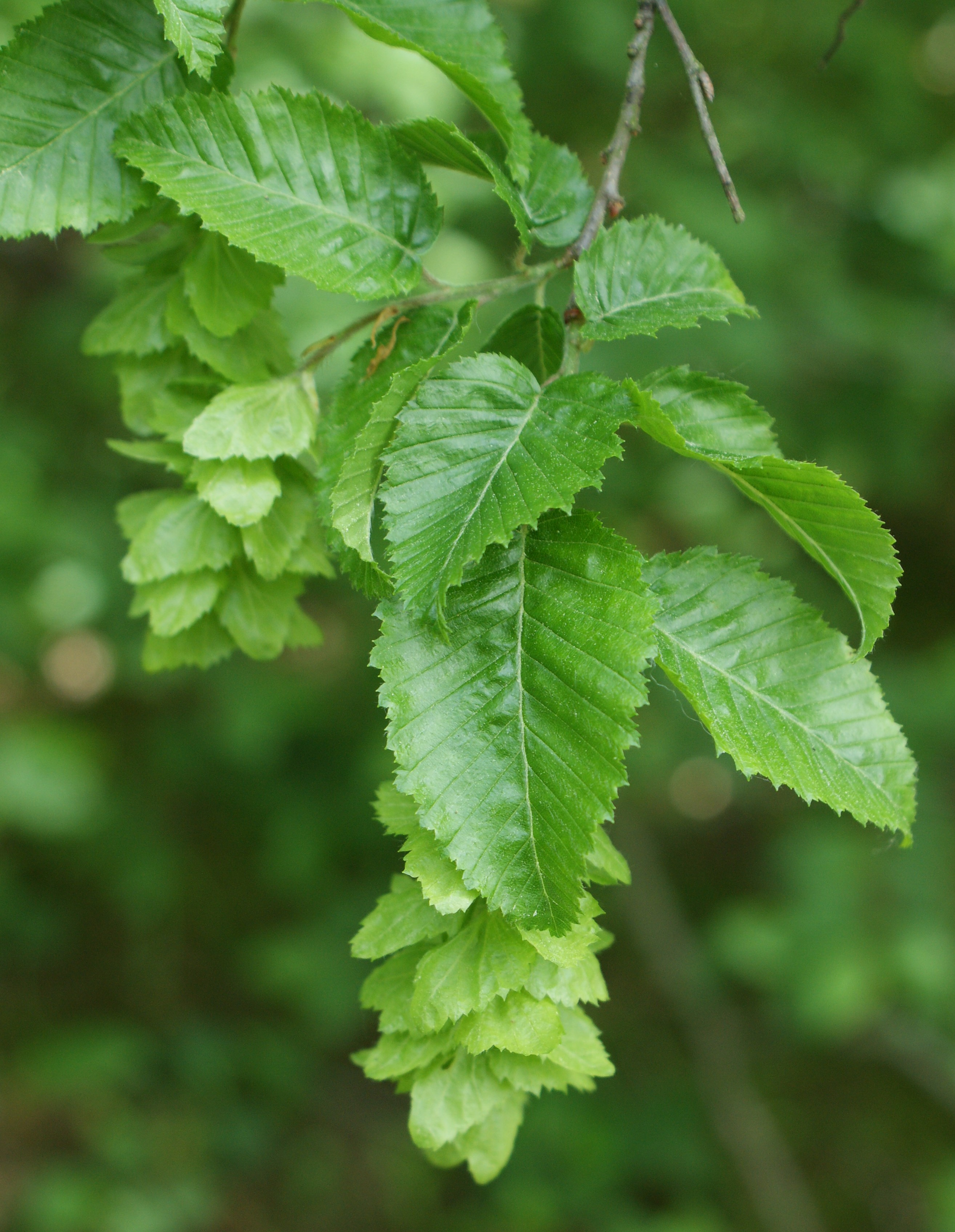
Grab wschodni

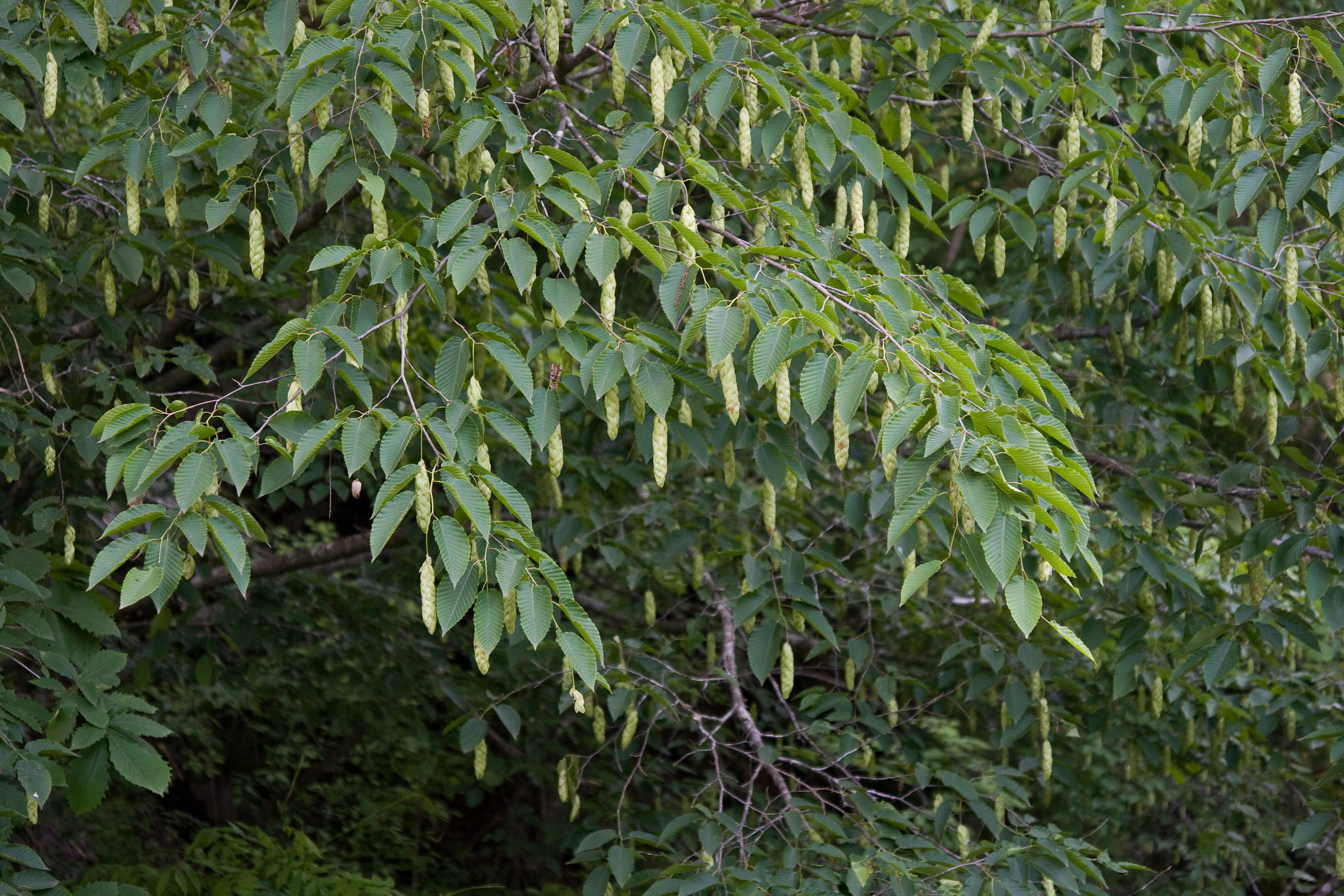
Grab wschodni

PokrójNa ogół niezbyt duże drzewa, zazwyczaj do ok. 10–15 m, tylko grab pospolity i wschodni osiągają ok. 30 m. Niektóre gatunki są krzewami, zwykle okazałymi. Kora zwykle cienka i gładka, rzadziej tarczkowato spękana. Pnie często podłużnie faliste. Pędy zróżnicowane na krótko- i długopędy, przynajmniej za młodu owłosione, z czasem na ogół łysiejące. Pąki bardzo drobne do całkiem okazałych, sięgających 2 cm długości (u graba sercowatego).
LiścieOpadające na zimę, skrętoległe, eliptyczne do jajowatych, o wyraźnie zaznaczonych nerwach bocznych („harmonijkowate”), brzegi podwójnie, ostro piłkowane, u niektórych gatunków ościste. Najmniejsze u graba Turczaninowa osiągają 5,5 cm, największe u C. fangiana – do 27 cm długości.
KwiatyRozdzielnopłciowe, rośliny jednopienne. Kwiatostany z kwiatami męskimi mają postać zwisających kotek. Ich osie pokryte są łuskowatymi podsadkami w kątach których wyrastają trzy kwiaty. Są one bezokwiatowe i składają się tylko z trzech pręcików, owłosionych na szczycie. Kwiaty żeńskie rozwijają się parami w kącie podsadek.
OwocOrzeszki długości kilku mm wsparte trójklapowymi lub pojedynczymi skrzydełkami, wyrastające w zwisających owocostanach.

## Systematyka
Pozycja systematyczna
Rodzaj z rodziny brzozowate Betulaceae z rzędu bukowców Fagales. W obrębie rodziny zaliczany do podrodziny leszczynowych Coryloideae J. D. Hooker. Jest blisko spokrewniony z rodzajem chmielograb Ostrya.
Wykaz gatunków
- Carpinus betulus L. – grab pospolity, g. zwyczajny
- Carpinus caroliniana Walter – grab amerykański
- Carpinus chuniana Hu
- Carpinus cordata Blume – grab sercowaty
- Carpinus dayongiana K.W.Liu & Q.Z.Lin
- Carpinus faginea Lindl.
- Carpinus fangiana Hu
- Carpinus fargesiana H.J.P.Winkl.
- Carpinus firmifolia (H.J.P.Winkl.) Hu
- Carpinus hebestroma Yamam.
- Carpinus henryana (H.J.P.Winkl.) H.J.P.Winkl. – grab Henry'ego
- Carpinus insularis N.H.Xia, K.S.Pang & Y.H.Tong
- Carpinus japonica Blume
- Carpinus kawakamii Hayata
- Carpinus kweichowensis Hu
- Carpinus langaoensis Z.Qiang Lu & J.Quan Liu
- Carpinus laxiflora (Siebold & Zucc.) Blume – grab luźnokwiatowy
- Carpinus lipoensis Y.K.Li
- Carpinus londoniana H.J.P.Winkl.
- Carpinus luochengensis J.Y.Liang
- Carpinus mengshanensis S.B.Liang & F.Z.Zhao
- Carpinus microphylla Z.C.Chen ex Y.S.Wang & J.P.Huang
- Carpinus mollicoma Hu
- Carpinus monbeigiana Hand.-Mazz.
- Carpinus omeiensis Hu & W.P.Fang
- Carpinus orientalis Mill. – grab wschodni
- Carpinus paohsingensis W.Y.Hsia
- Carpinus polyneura Franch.
- Carpinus pubescens Burkill
- Carpinus purpurinervis Hu
- Carpinus putoensis W.C.Cheng
- Carpinus rankanensis Hayata
- Carpinus rupestris A.Camus
- Carpinus × schuschaensis H.J.P.Winkl. – grab szuszański
- Carpinus shensiensis Hu
- Carpinus shimenensis C.J.Qi
- Carpinus tibetana Z.Qiang Lu & J.Quan Liu
- Carpinus tientaiensis W.C.Cheng
- Carpinus tropicalis (Donn.Sm.) Lundell
- Carpinus tsaiana Hu
- Carpinus tschonoskii Maxim. – grab Czonoskiego
- Carpinus turczaninowii Hance – grab Turczaninowa
- Carpinus viminea Lindl. ex Wall.